# Stapleford (Hertfordshire)
Pour les articles homonymes, voir Stapleford.
Stapleford est un village et une paroisse civile du Hertfordshire, en Angleterre. Il est situé dans l'est du comté, à 5 km au nord de la ville de Hertford. Il est traversé par la rivière Beane (en), un affluent de la Lea. Administrativement, il relève du district du East Hertfordshire. Au recensement de 2011, il comptait 567 habitants.

## Étymologie
Le nom Stapleford, qui est porté par plusieurs localités en Angleterre, provient des éléments vieil-anglais stapol « poteau » et ford « gué ». Il désigne ainsi un gué dont l'emplacement est marqué par un poteau.

## Transports
Le village est situé sur la route A119 (en) qui relie Ware à Watton-at-Stone via Hertford. Les trains de la Hertford Loop Line (en), opérés par la London and North Eastern Railway, desservent la gare de Stapleford (en) de son ouverture en 1924 jusqu'à la fermeture de cette gare, en 1939.